# Josef-Horst Lederer
Josef-Horst Lederer (* 18. September 1944 in Cilli, Untersteiermark, heute Slowenien) ist ein österreichischer Musikwissenschaftler.

## Leben
Lederer studierte an der Karl-Franzens-Universität Graz Musikwissenschaft bei Othmar  Wessely. Außerdem belegte er die Fächer Klavier und Musiktheorie an der Akademie für Musik und darstellende Kunst. Promotion 1971 mit einer Arbeit über Lorenzo Penna (1613–1693).
Zunächst wirkte er 1971/1972 als Assistent am Musikwissenschaftlichen Institut der Universität Mainz bei Hellmut Federhofer, ab 1973 wechselte er wieder nach Graz. Hier habilitierte er sich 1985 im Fach Historische Musikwissenschaft. 1987 erlangte er den Rang eines außerordentlichen Professors.
Lederer wirkt an der Neuen Mozart-Ausgabe, der Gluck- sowie der Johann-Joseph-Fux-Gesamtausgabe mit, aber auch in diversen Gremien.
Die Schwerpunkte seiner Forschung liegen im Bereich von Oper und Sinfonik.